# Donne in catene
(Lee Daniels/Pam Grier)
Donne in catene è un film del 1972, diretto da Eddie Romero ed interpretato da due star dell'epoca blaxploitation: Pam Grier e Sid Haig. La pellicola appartiene alla corrente d'exploitation detta "women in prison".

## Trama
Lee Daniels e Karen Brent sono prigioniere nel campo di rieducazione di Manila. Aiutate da un gruppo di guerriglieri che lottano per la libertà del loro popolo, riescono a fuggire dal carcere. Nonostante ciò, mentre si avvicinano sempre più ad un rifugio sicuro, un'isola delle Filippine, iniziano a litigare, mettendosi l'una contro l'altra: mentre Karen vuole combattere insieme ai ribelli (invaghitasi di uno di questi), Lee vede il suo futuro nel remunerativo campo del traffico di droga.

## Curiosità
- Il tema Police Check Point estratto dalla colonna sonora di Donne in catene è stato utilizzato in Kill Bill: Volume 1: si può sentire quando la Sposa, arrivata al piano superiore della casa delle foglie blu, vede arrivare il resto degli 88 folli.
- Diversi tipi di buggies prodotti dalla Volkswagen sono mostrati in questo film; quelli visibili furono costruiti dalla Volkswagen Australia tra il 1968 e il 1972. Ne vennero prodotti meno di 2.000; questi veicoli vennero importati nelle Filippine e sono stati poi ricomprati dai collezionisti di auto d'epoca.
- Il film è un remake de La parete di fango del 1958; qui i ruoli vengono invertiti.